# Palazzo Carminali Bottigella
Il Palazzo Carminali Bottigella è un palazzo nobiliare edificato dall’antica famiglia pavese dei Beccaria. La struttura originaria di epoca sforzesca fu realizzata tra il 1490 e il 1499. La facciata, che conserva le originali decorazioni in cotto, costituisce una delle maggiori testimonianze di edilizia civile di epoca rinascimentale a Pavia.

## Storia
I primi proprietari del palazzo furono i Beccaria, che almeno dal 1348 detenevano un discreto patrimonio immobiliare nel quartiere di Porta Marenga. Nel 1695 l'edificio fu acquistato da Giovanni e Flavio Carminali, una famiglia di nobili mercanti di origine bergamasca, presente in città dalla seconda metà del XVI secolo. I Carminali trasferirono qui la loro abitazione dalla precedente dimora in Piazza della Vittoria vicino alla Chiesa di Santa Maria Gualtieri. I nuovi proprietari promossero importanti lavori di ampliamento della dimora. Il grande scalone barocco a due rampe, aderente al lato est del palazzo, reca infatti la data 1696 incisa sul pilastrino centrale della balaustra, ornata da 18 stemmi. Nel 1763 il palazzo passò, per testamento di Pier Francesco Carminati, ai cugini Ottavio e Francesco Malaspina Giorgi di Sannazzaro e, nel 1784, venne ceduto al monsignor Antonio Picchiotti, vicario del vescovo, il quale a sua volta lo lasciò al nipote Baldassarre Bottigella. Nel 1866, la dimora fu ereditata dai Vico e, dopo essere divenuto sede della Casa del Fascio, passò alla Associazione Provinciale dei Commercianti.

## Descrizione
Circa la sua costruzione, sono stati ipotizzate attribuzioni al Bramante e all'Amadeo. Alcuni atti notarili rogati tra il 1491 e il 1496, testimoniano che in quegli anni Andrea Beccaria e i suoi fratelli pagarono alcuni lapicidi milanesi, Alessandro Bossi e Domenico Solari, allora impegnati nella ricostruzione della domus magna della famiglia, e quindi probabile che l'attuale palazzo andò a sostituire una precedente dimora signorile della famiglia (della quale rimane, appoggiata alla parte occidentale della facciata, la torre, ormai cimata e ridotta alla medesima altezza del palazzo). I lavori per la costruzione dell’edificio furono comunque diretti dall'ingegnere ducale Martino Fugazza.
La facciata prospiciente Corso Cavour si presenta interamente in laterizio e non fu ultimata, tuttavia, quanto esistente è sufficientemente indicativo delle intenzioni del progettista. La superficie, estesa a due piani fuori terra più uno sottogronda, rimasta interamente a mattoni a vista, è divisa in due parti dal grande fascione marcapiano in cotto, decorato a motivi vegetali con intercalati stemmi e profili di personaggi improntati ad un gusto tipicamente rinascimentale. Tale fascione è idealmente sorretto da lesene in cotto con capitelli in marmo a piano terreno. E a sua volte regge altrettante candelabre, sempre in cotto. Ognuna delle campiture in tal modo ottenute (che forse in origine avrebbero dovuto essere intonacate) era destinata ad ospitare una finestra, contornata da una cornice, sormontata da un decorazione con fauni e bucrani, anch'essa in cotto. Solo le due dell'estremità sinistra del piano terreno però furono ultimate, mentre al primo piano sia l'ampiezza che la forma arcuata che si legge nelle tracce delle aperture originarie farebbero pensare all'intenzione di sistemarvi delle bifore. Tale partito può in parte richiamarne altri, appartenenti a palazzi padani ma non pavesi: soprattutto palazzo Mozzanica a Lodi e palazzo Landi a Piacenza, i quali possiedono entrambi un simile fascione orizzontale di spartizione fra la zona inferiore e la parte superiore, ma non presentano né lesene né candelabre. Gli interni furono molto rimaneggiati tra Sei e Settecento e conservano stucchi e affreschi barocchi, mentre a metà del grande scalone, sono conservate le lastre funerarie quattrocentesche di membri della famiglia Bottigella provenienti dalla chiesa di San Tommaso.

## Galleria d'immagini

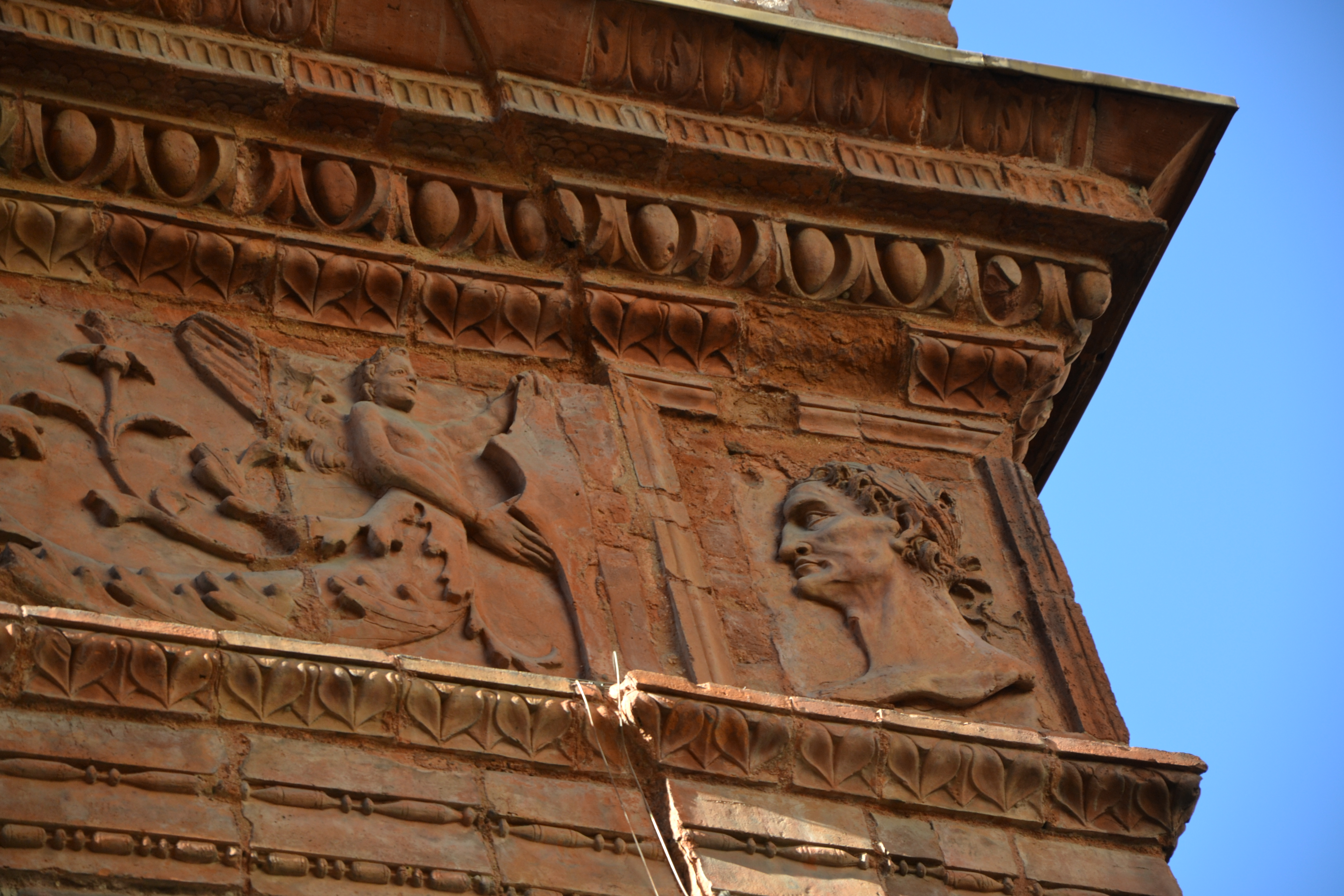
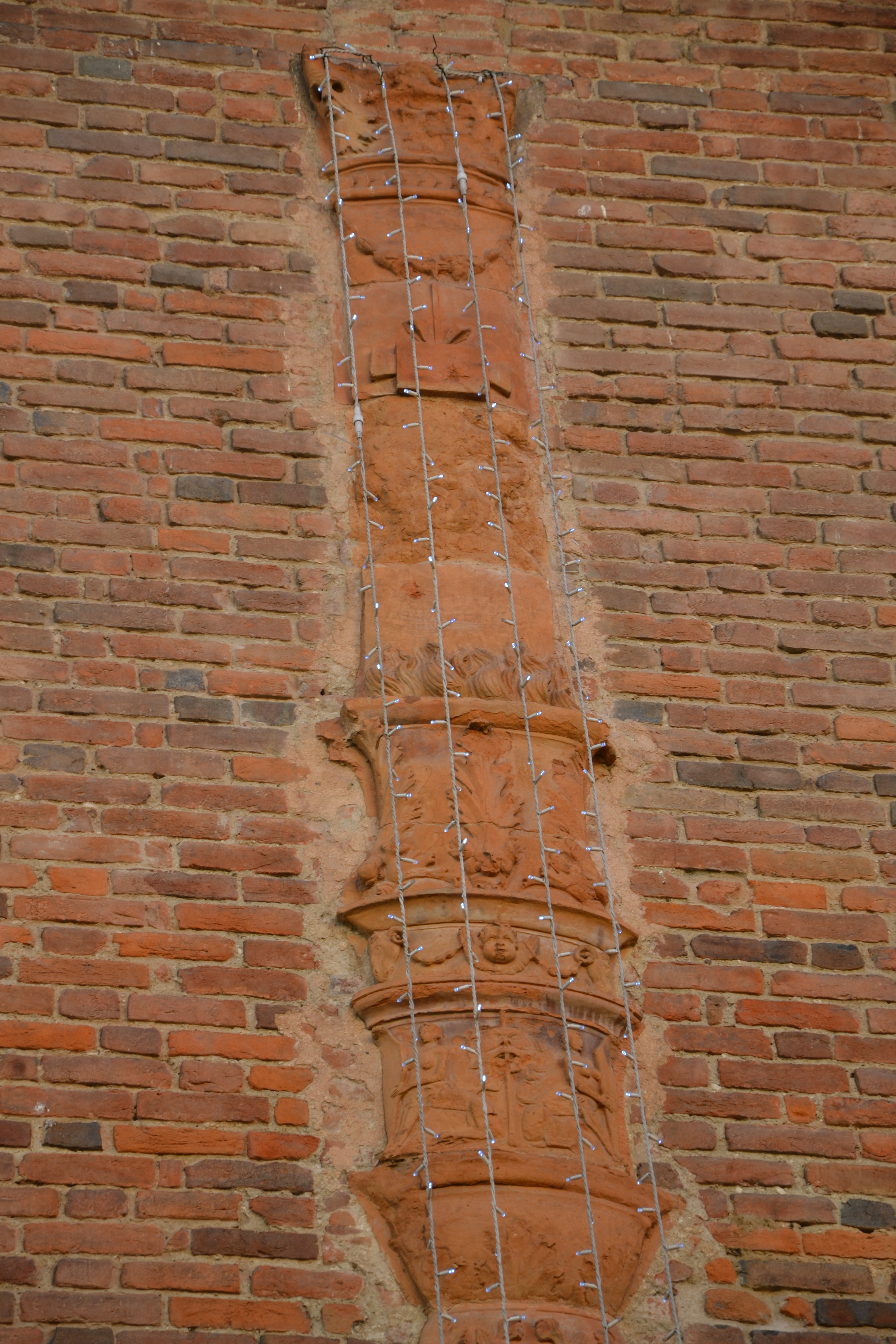
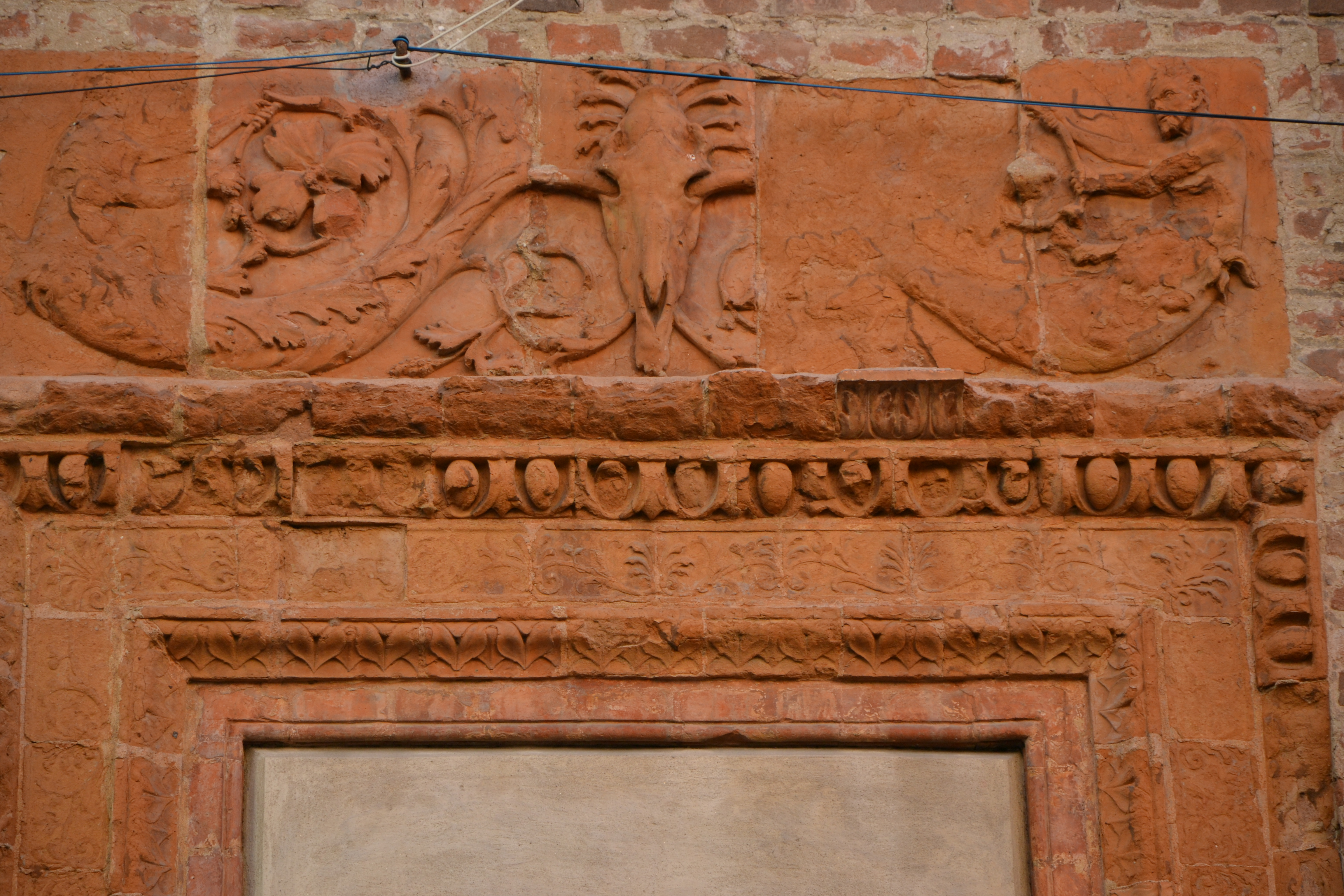
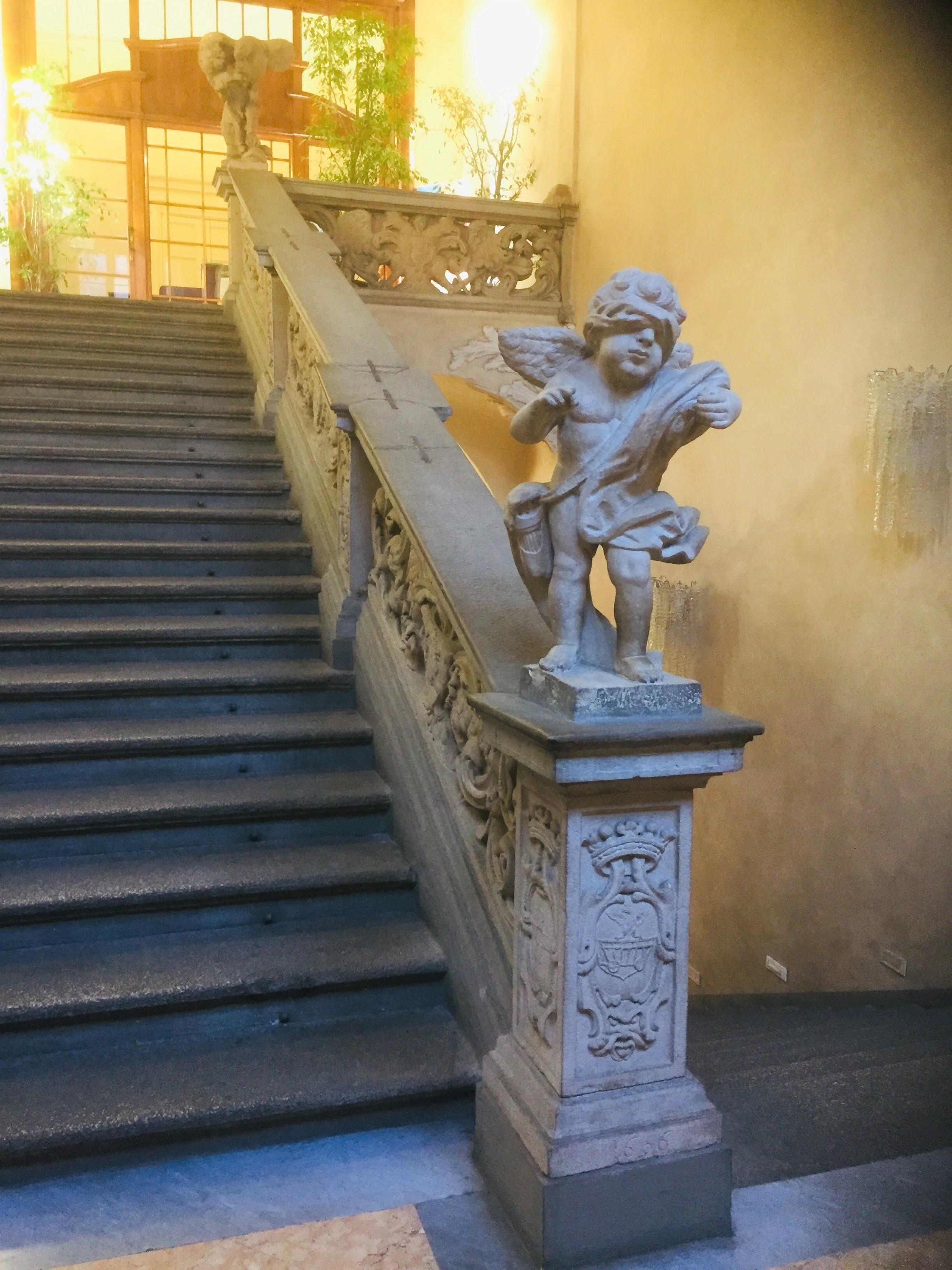
Lo scalone barocco